# .li
.li és l'actual domini de primer nivell territorial (ccTLD) de Liechtenstein. El domini es va crear el 1993. El patrocina i administra la Universitat de Liechtenstein a Vaduz, però es poden registrar dominis amb els associats de SWITCH Information Technology Services, l'administrador del domini de primer nivell .ch, de Suïssa.
No hi ha cap requeriment per demanar-hi un domini. S'hi accepten registres de noms de domini internacionalitzats des de 2004.

## Ús a Suïssa
A part del fet que Suïssa és geogràficament adjacent a Liechtenstein, «.li» a final de nom en alemany suís s'utilitza sovint com a diminutiu. Es fa servir molt, tant en noms (com el muesli) com amb cognoms (la xocolateria Sprüngli). Degut a això, moltes empreses suïsses registren un domini .li addicional o alternatiu per a les seves marques o serveis.

## Ús en rus
En rus, -li és una desinència verbal del passat en forma plural. Per això, alguns llocs web destinats a l'àmbit rus l'utilitzen com a part del nom del web, amb l'arrel verbal abans del punt, com zadolba.li (cf. en rus col·loquial задолбать "emprenyar algú") o ulibnu.li (cf. en rus col·loquial улыбнуть "fer somriure algú").

## Altres usos
La cantant Ellie Goulding utilitza "ell.li". i "bar.refae.li" és la targeta virtual de Bar Refaeli, on hi posa tots els seus enllaços de xarxes socials.